# Ucaz
Ucaz, plural ucazuri, rar ucaze (din limba rusă: указ, указы) era în timpul Imperiului Rus o proclamație a țarului, guvernului, sau a unei înalte autorități religioase (a patriarhul, de exemplu), care avea putere de lege. Un astfel de exemplu este "Ucazul de la Ems" prin care era interzisă, printre altele, folosirea publică a limbii ucrainene. Traducerea cât mai apropiată de sensul rusesc ar fi "edict" ori "decret".
După revoluția rusă din 1917, proclamațiile guvernamentale cu caracter general au fost denumite "decrete" (декрет); proclamațiile cu caracter particular au fost numite în continuare "ukazî" (указы).
În conformitate cu prevederile constituției din 1993 a Federației Ruse, ucazul este un decret prezidențial. Astfel de decrete au putere de lege, dar nu pot modifica prevederile unor legi deja existente și poate fi revocate prin legi votate de Duma de Stat.
1. ↑  ucaz, la DEX român (dexonline), accesat pe 21 mai 2021.